# Dorfkirche Buchholz (Beelitz)

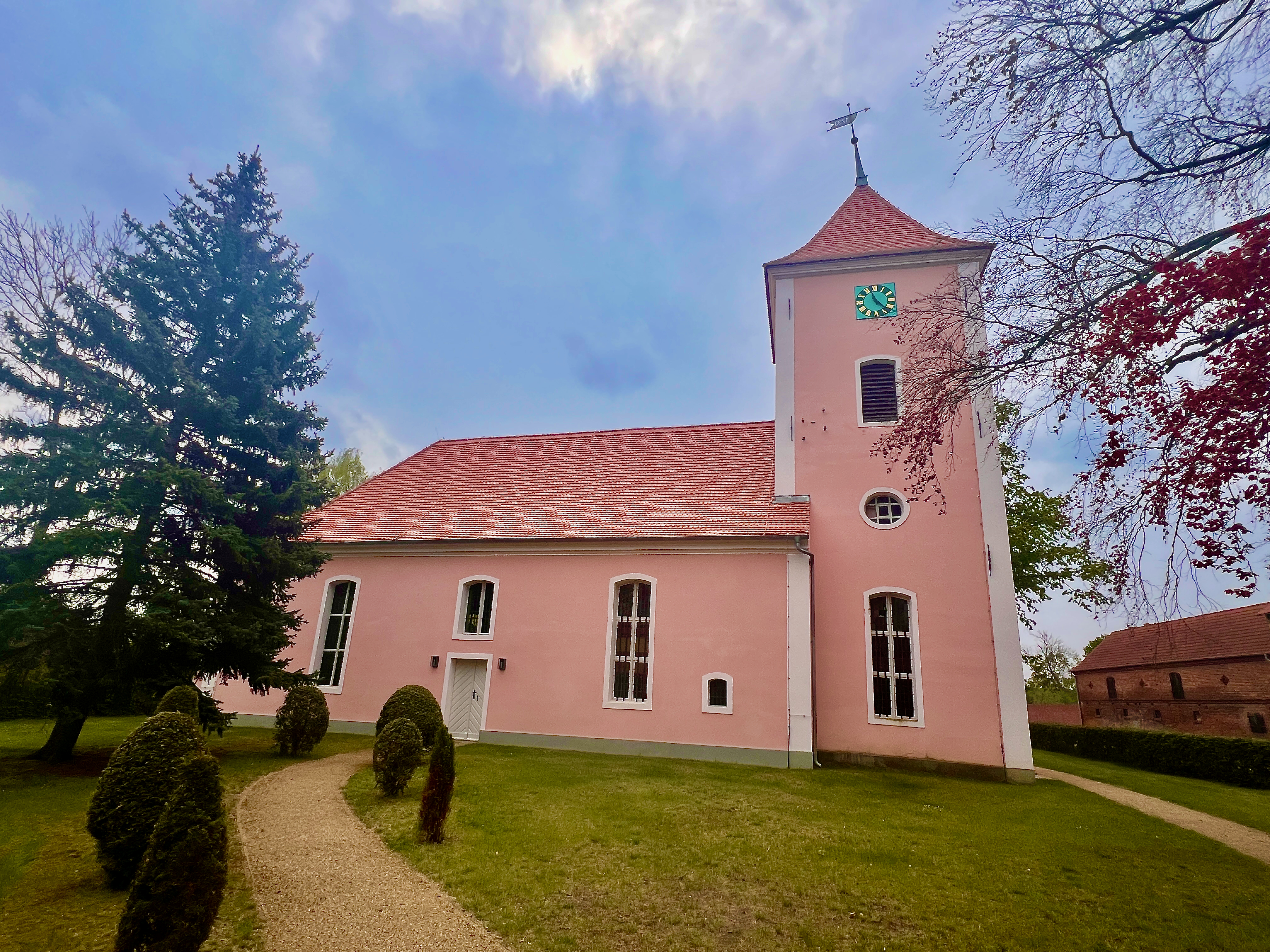
Dorfkirche Buchholz/Zauche

Die evangelische Dorfkirche Buchholz ist eine Saalkirche in Buchholz, einem Ortsteil der Stadt Beelitz im Landkreis Potsdam-Mittelmark in Brandenburg.

## Geschichte
Das genaue Baudatum des Sakralbaus ist nicht bekannt. Im Dehio-Handbuch wird vermutet, dass er im Jahr 1733 errichtet worden ist. Sicher ist, dass die Kirchengemeinde im Jahr 1882 einen Umbau vornahm und das Bauwerk um einen Chor erweiterte.

## Architektur

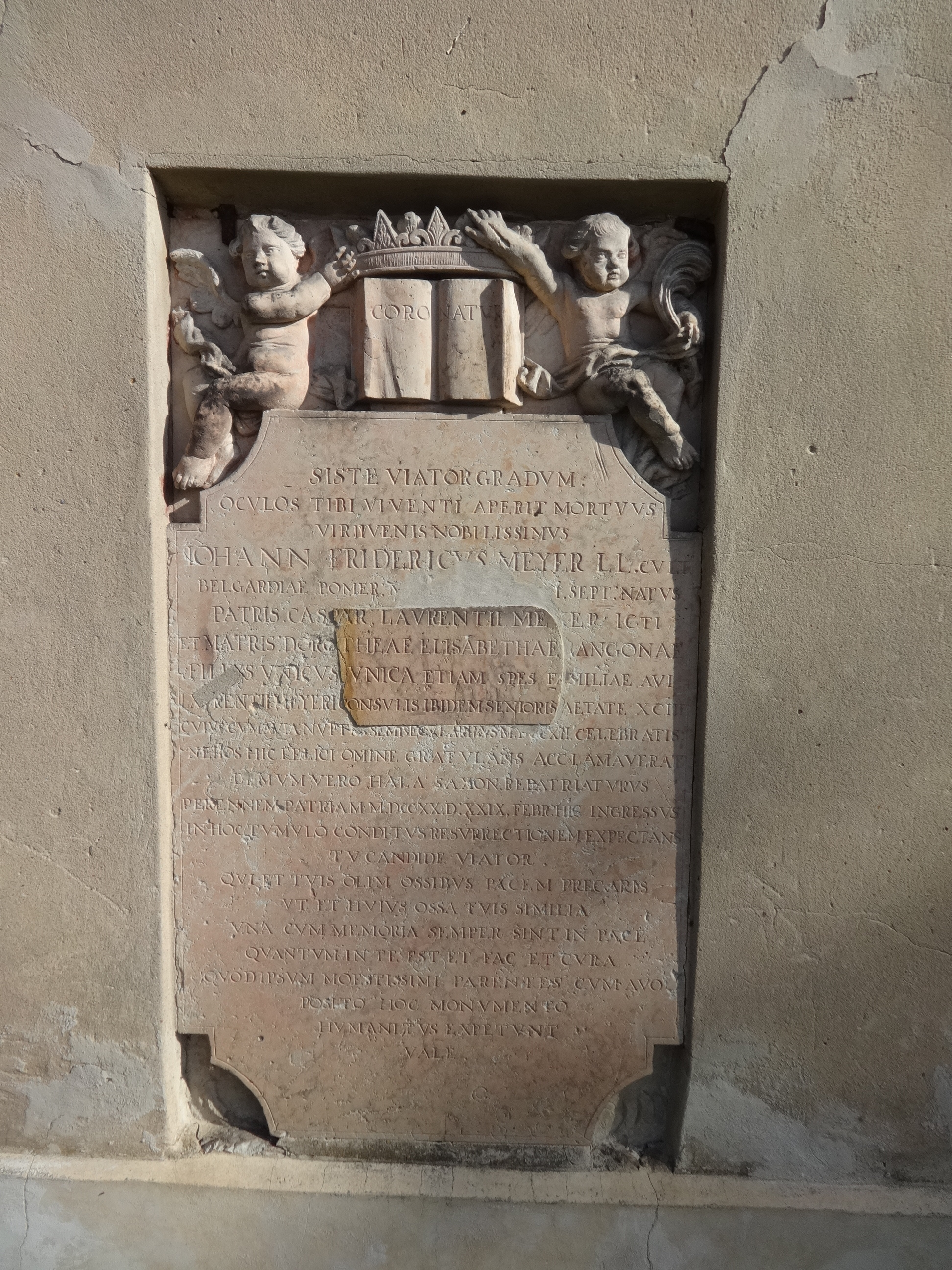
Epitaph an der südlichen Kirchenwand

Die Kirche wurde aus Mauersteinen errichtet und hell verputzt. An der Südseite befinden sich drei gleichmäßig auf die Fläche des Kirchenschiffs verteilte, schmale und segmentbogenförmige Fenster. Eine vergleichbare Anordnung nahmen die Baumeister auch auf der Nordseite vor, setzten jedoch das mittlere Fenster ein wenig höher, um Platz für eine rechteckige Tür zu schaffen. Auf der Südseite befindet sich zwischen dem westlich gelegenen und dem mittleren Fenster ein Epitaph, das bündig in die Fassade eingearbeitet wurde. Der Chor ist rechteckig und besitzt an der Ostseite ein segmentbogenförmiges, großes und an den beiden anderen Seiten ein deutlich kleineres, ähnlich gestaltetes Fenster. Der gedrungene und eingezogene Kirchturm kann über eine schlichte Pforte von Westen aus betreten werden. Darüber, wie auch an der Nordseite, befinden sich Fenster, während die Öffnung an der Südseite zugesetzt ist. Etwa in Höhe der Traufe ist an der Nord- und Südseite ein Rundfenster eingebaut, das an der Westseite wiederum zugesetzt ist. Im oberen Geschoss ist auf drei Seiten je eine Klangarkade mit einer darüber befindlichen Turmuhr erkennbar. In Richtung Osten wurde auf die Turmuhr verzichtet und die Klangarkade oberhalb des Dachfirstes höher gesetzt. Der Turm schließt mit einem Pyramidendach mit Turmkugel und Kreuz ab. Da sich der Turm ein wenig zur Seite neigt, wird er im Volksmund als „schiefer Turm von Buchholz“ bezeichnet.

## Ausstattung
Die Kanzel stammt vermutlich von einem ehemaligen Kanzelaltar aus dem späten 18. Jahrhundert. Die hölzerne Fünte konnte auf das Jahr 1794 datiert werden und besitzt einen quadratischen Sockel mit einem Schalenaufsatz. Die Hufeisenempore stammt aus der Bauzeit der Kirche. Die östlichen beiden Chorfenster sind Werke aus der Quedlinburger Glasmalereianstalt Ferdinand Müller und zeigen in Bleiglas die vier Evangelisten. Das Bauwerk ist in seinem Innern flach gedeckt; den Übergang zu den Wänden des Kirchenschiffs ziert eine Voute.